# Ralph Benatzky
Ralph Benatzky, (ur. 5 czerwca 1884 w Moravské Budějovice, zm. 16 października 1957 w Zurychu) – austriacki kompozytor pochodzenia czeskiego.
Początkowo związany z kabaretem Wittelsbach w Norymberdze, w Wiedniu założył własny kabaret Rideamus. Od 1938 r. przebywał w USA, a ostatnie lata życia (1945–1957) spędził w Zurychu w Szwajcarii.
Skomponował ponad 5000 piosenek, tworzył również muzykę do utworów scenicznych, filmów, audycji radiowych i sztuk teatralnych. Do historii muzyki przeszedł przede wszystkim jako twórca operetek w tym m.in. takich, jak Casanova (1928), Trzech muszkieterów (1929), Pod białym Koniem (1930), Rozkoszna dziewczyna (1933) i Jaś u raju bram (1936).

## Niektóre piosenki
- Ach Ludwiko (polskie sł. Julian Tuwim; z Rozkosznej dziewczyny), nagrana przez Eugeniusza Bodo w 1933
- Każda z pań moderne (polskie sł. M.T.; z Jasia u raju bram), nagrana przez Hankę Ordonównę w 1936
- Związane mam ręce (polskie sł. Marian Hemar; z Jasia u raju bram), idem